# Fly All Ways
Fly All Ways è una compagnia aerea del Suriname, con sede a Paramaribo e ha iniziato le operazioni il 10 gennaio 2016 con il lancio del suo volo inaugurale sopra il Suriname. Il suo primo volo commerciale avvenne il 22 gennaio 2016 a São Luís, capitale dello stato del Maranhão in Brasile. Il 5 febbraio 2016 questo è stato seguito dal primo volo charter a Barbados. Più tardi nel mese di febbraio 2016 primi voli seguiti a Willemstad, Curaçao e Philipsburg, Sint Maarten. Nello stesso mese la Guyana ha concesso i nuovi diritti di compagnia aerea per operare voli di linea per la Guyana con collegamenti con il Brasile e i Caraibi. Fly All Ways sta progettando di volare in diverse città sia nei Caraibi che in Sud America.

## Acquisizione flotta
Blue Wing Airlines, un'altra compagnia di aviazione basata sul Suriname, ha stipulato un contratto di vendita con KLM Royal Dutch Airlines per acquisire due velivoli ex-KLM Fokker 70 Twin Jets all'inizio di gennaio 2014. La compagnia aerea del Suriname ha preso la consegna di PH-KZV (MSN 11556) e PH-WXA (11570) nel 2014. KLM Cityhopper Fokker 70 PH-KZV è stato ritirato dal servizio a Norwich il 5 gennaio 2014 dopo essere arrivato come KL1515 da Amsterdam, il KLM Cityhopper Fokker 70 PH-WXA è stato ritirato dal servizio ad Amsterdam la mattina del 30 marzo 2014 dopo essere arrivato come KL1486 dal Humberside. L'aereo poi posizionato Amsterdam-Norwich per la manutenzione presto lo stesso pomeriggio come KL9955 dove entrambi gli aeromobili erano in preparazione per il servizio. L'aeromobile è stato successivamente venduto a Fly All Ways, da allora una nuova compagnia aerea di Start up indipendente che offre il trasporto verso destinazioni regionali. Il 20 novembre 2014 il primo velivolo (PH-WXA) atterrato all'aeroporto internazionale Johan Adolf Pengel del Suriname nei colori Fly All Ways. Un mese dopo arrivò il secondo velivolo Fly All Ways (PH-KZV) in Suriname. Questi due sono ora registrati come PZ-TFA & PZ-TFB in Suriname e di stanza presso l'aeroporto internazionale Johan Adolf Pengel dove è stato costruito un nuovo hangar.

## Flotta
Al giugno 2021, Fly All Ways opera con i seguenti aeromobili:
- 3 Fokker 70